# Gliese 915

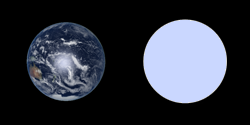
La tierra y Gliese 915

Gliese 915 (GJ 915 / LHS 1005 / WD 2359-434) es una enana blanca de magnitud aparente +12,76 situada en la constelación de Fénix.
Al no haber sido observada por el satélite Hipparcos, no se conoce con exactitud la distancia a la que se encuentra.
La medida más aceptada de su paralaje —123 milisegundos de arco—, sitúa a Gliese 915 a 25,6 años luz del sistema solar, por lo que se la considera una de las diez enanas blancas más próximas al sistema solar.
Estrellas cercanas a Gliese 915 son LHS 1070 y TW Piscis Austrini, las dos a poco más de 7 años luz de ella.
Gliese 915 es una enana blanca de tipo espectral DA5, lo que indica que tiene una atmósfera rica en hidrógeno.
Su temperatura efectiva es de 8530 ± 160 K y se considera que su edad —como remanente estelar— es de 1820 ± 60 millones de años.
Es un objeto tenue que brilla con el 0,045% de la luminosidad solar; a modo de comparación, su luminosidad es 2,5 veces superior a la de la estrella de Van Maanen.
Tiene una masa estimada entre 0,85 y 0,97 masas solares.